# Cereus huilunchu
Cereus huilunchu es una especie de la familia Cactaceae endémica de Bolivia en Cochabamba. Actualmente es sinónimo de Cereus forbesii.

## Descripción
Cactus de crecimiento arbóreo de hasta 4 m con tronco de 80 cm de longitud con tallos de 6 a 7 cm de diámetro, 5 costillas y espinas de 4 a 6 cm. Las flores son de color rosado de hasta 12 cm de largo, con fruto también de color rosa.

## Taxonomía
Cereus huilunchu fue descrita por Martín Cárdenas (botánico) y publicado en Succulenta (Netherlands) 1951: 49. 1951.
Etimología
Cereus: nombre genérico que deriva del término latíno cereus = "cirio o vela" que alude a su forma alargada, perfectamente recta".
huilunchu: epíteto
Sinonimia
- Piptanthocereus huilunchu[4][5][6]